# Bandera de la Reivindicación Marítima
La bandera de la Reivindicación Marítima es una bandera oficial de Bolivia, izada y utilizada en actos cívicos, culturales y políticos referentes al tema marítimo boliviano, utilizada en el mes de marzo de cada año, en oficinas de todos los órganos del Estado, Fuerzas Armadas, Policía Boliviana, entidades públicas y descentralizadas. Es a su vez, la bandera oficial de la Fuerza Naval de Bolivia.

## Descripción
La bandera es de color azul marino; contiene en el cuadrante superior izquierdo la bandera tricolor junto a la wiphala, con nueve estrellas pequeñas de cinco puntas, color dorado alrededor, y en el cuadrante inferior derecho, una estrella mediana de cinco puntas, color dorado; que representa el sentimiento, anhelo y civismo del pueblo boliviano, para obtener una salida soberana al océano Pacífico:

La  Bandera de Reivindicación  Marítima  del Estado Plurinacional de Bolivia,  consta de campo azul mar; en el cuadrante superior  izquierdo  la Bandera Tricolor junto a la Wiphala, con  nueve estrellas pequeñas de  cinco  puntas color dorado alrededor y en el cuadrante inferior derecho una estrella mediana de cinco puntas color dorado.
Art. 4, Ley Nº 920

## Significado
- Azul mar: El campo azul mar representa la zona marítima del Océano Pacífico.
- Bandera tricolor: Sus colores representan a los héroes del nacimiento, preservación y consolidación del Estado, las riquezas minerales del subsuelo, la riqueza de la naturaleza y la esperanza de Bolivia.
- Wiphala: Identifica el sistema comunitario basado en la equidad, la igualdad, la armonía, la solidaridad y la reciprocidad de Bolivia.
- Estrellas doradas: Representan los Departamentos de Bolivia y al histórico Departamento del Litoral Boliviano.

## Historia

Diseño usado por la Armada Boliviana entre 1966 y 2013.

La bandera de la reivindicación marítima fue creada sobre la base del Pabellón naval de la Armada Boliviana. La bandera esta ligada originalmente a la creación de la Armada Boliviana que fue en enero de 1966 en el gobierno de Alfredo Ovando Candia, a través del Decreto Supremo N.º 7583, el 13 de abril de 1966. Solo más adelante Evo Morales le asignaría connotaciones de reivindicación marítima contra Chile.

### Uso en 2013

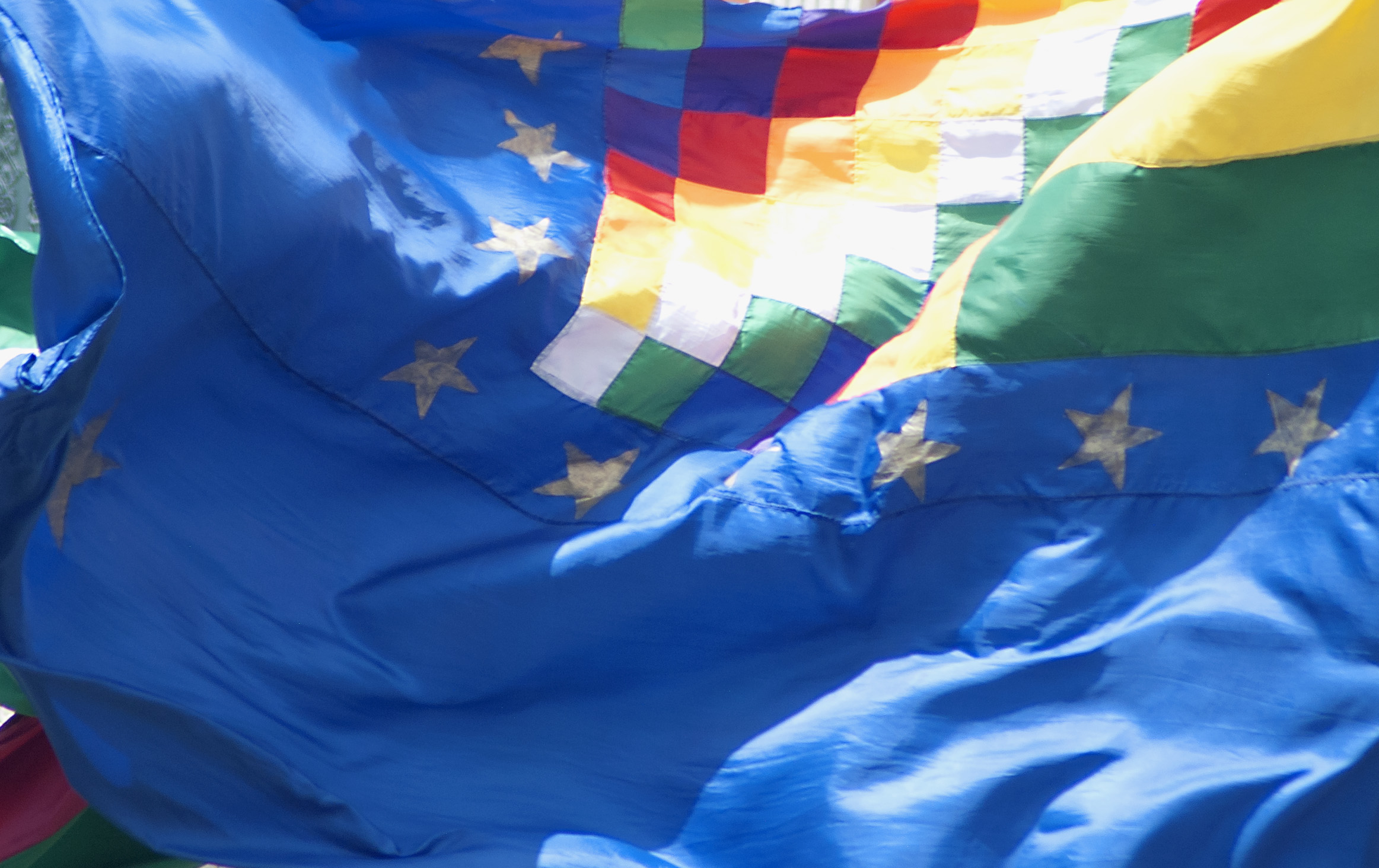
Fotografía de la bandera en 2015.

En abril de 2013, Bolivia planteó una demanda marítima ante la Corte Internacional de Justicia para que este tribunal declare que Chile está obligado a negociar una salida soberana al Océano Pacífico, después de perder Bolivia dicho territorio en la derrota de la Guerra del Pacífico. Un año después, Chile presentó un recurso de incompetencia que interrumpió el proceso del litigio. Por tal razón el  24 de septiembre de 2013, el tribunal debía emitir un fallo respecto al incidente que planteó Santiago. En ese contexto, el presidente boliviano EvoMorales Ayma (2006-2019) calificó el día 24 de septiembre como una fecha “crucial, histórica e inédita” para los bolivianos, por tal motivo un día antes, el 23 de septiembre de 2013, a la espera de la declaración de competencia de la Corte Internacional de Justicia respecto a la Demanda Marítima, se empezó a utilizar bajo el nombre de "Bandera de Reintegración Marítima",  en la cual se agregó la wiphala al lado derecho de la bandera boliviana, este nuevo diseño fue izado por primera vez en el Patio de Honor de la Escuela de Suboficiales y Sargentos “Litoral” de la Armada Boliviana.
A pesar del simbolismo, finalmente la Corte fallaría en favor de Chile, indicando de forma inapelable que «no puede concluir que Chile tenga obligación de negociar el pleno acceso soberano» al océano Pacífico para Bolivia.

### Modificación de 2017
En el año 2017, el Senado de Bolivia, sanciona ley N.º 920, del 27 de marzo de 2017, que declara la bandera de Reivindicación Marítima como emblema del Estado, para utilizarse en las actividades cívicas del mes de marzo, asimismo modifica el pabellón naval de la Armada Boliviana agregando oficialmente la wiphala a la derecha de la bandera boliviana.

### El Banderazo por el Mar

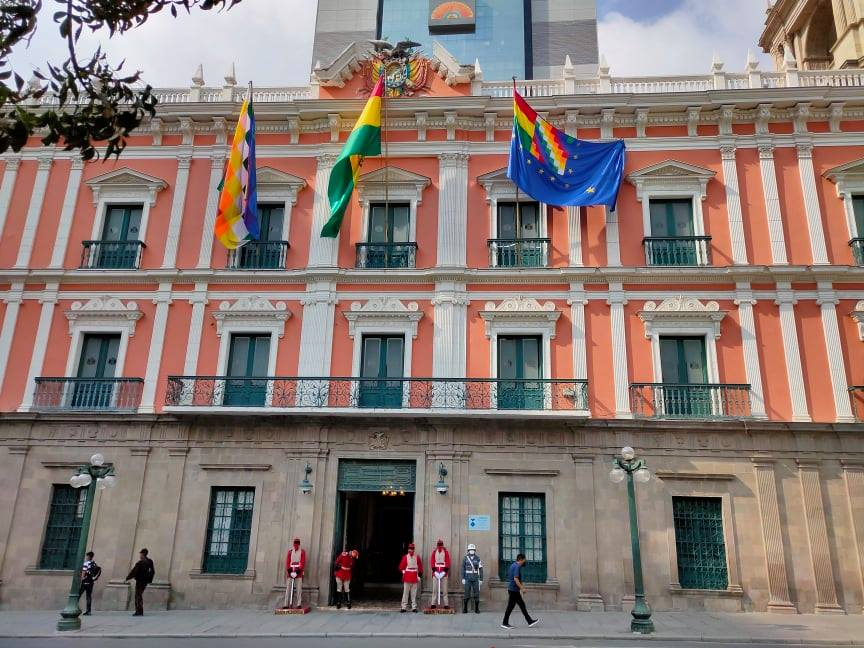
Bandera de la Reivindicación Marítima, izada en Palacio Quemado, junto a la Wiphala y Tricolor boliviana.

El 10 de marzo de 2018, se buscó batir un récord mundial, desplegando una bandera de 196.5 kilómetros de largo, con el objetivo de llamar la atención del mundo hacia la demanda de Bolivia contra Chile ante La Haya, antes de saber que el resultado de la Corte sería en realidad favorable para Chile. 
En la ciudad de Oruro, hasta donde llegó el despliegue de la tela iniciado en las cercanías de La Paz, el expresidente de Bolivia, Evo Morales, proclamó "un récord mundial" y se mostró seguro de que "en la historia de la Humanidad nunca se va a repetir". Una comisión especial compuesta por el Instituto Geográfico Militar, el Instituto Nacional de Estadística y otras realizaron un sobrevuelo para registrar las medidas exactas de la bandera.
Sin embargo, personeros de Récord Guinness negaron la certificación alegando que no se ajusta a las categorías de récord, pues debería ser una réplica a escala proporcional de bandera oficial. Así, se excluyó el intento de récord debido a que la bandera no era simétrica. El actual récord de la "Bandera más larga del Mundo" la tiene, con 50.4 kilómetros, la ciudad de Bombay (India) desde el año 2005.